# Youssou N'Dour
Youssou N'Dour, född 1 oktober 1959 i Dakar, är en senegalesisk sångare, poet, kompositör och politiker. Han är sedan 2012 Senegals kultur- och turismminister.

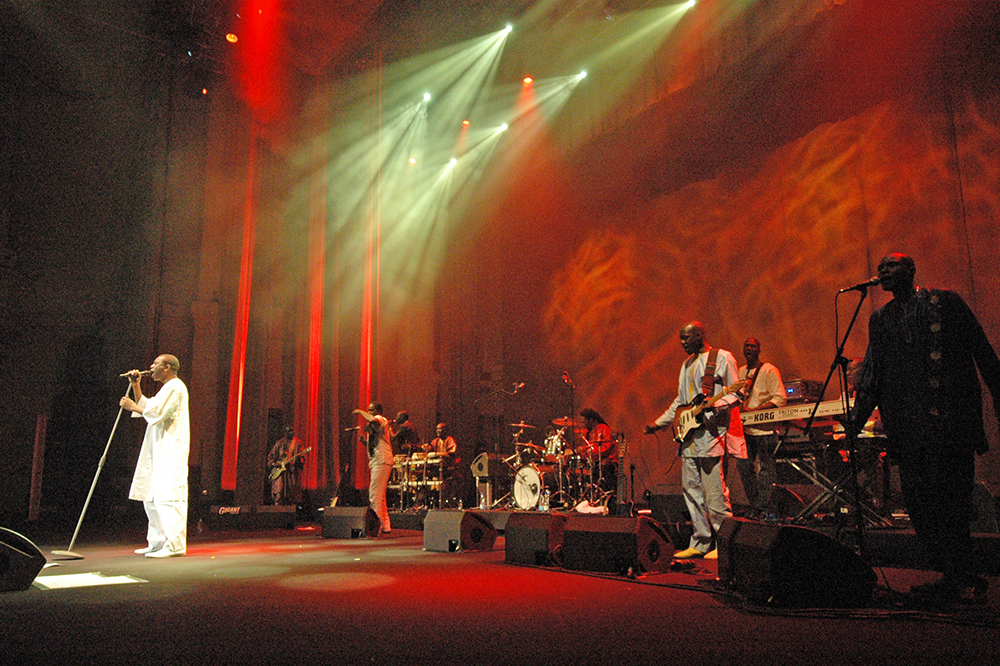
Youssou N'Dour med sin grupp på scen i Kulturpalatset i Warszawa, Polen - september 2009.

## Musikkarriär
N'Dour sjunger en blandning mellan mbalax och pop. Han har av Rolling Stone kallats "Afrikas mest kända nu levande sångare", och är i Europa mest känd för duetten 7 Seconds som han gjorde 1994 tillsammans med Neneh Cherry. Tillsammans med Axelle Red skrev han "La Cour des Grands", som var den officiella låten till
fotbolls-VM 1998. Youssou har även samarbetat med musiker som Peter Gabriel, Sting, Bran Van 3000, Wyclef Jean, Paul Simon, Bruce Springsteen, Tracy Chapman, Branford Marsalis med flera. 
N'Dour har tilldelats många utmärkelser. År 2004 vann han en Grammy Award för sitt album "Egypt" i kategorin "Best Contemporary World Music Album". År 2007 utsågs han av tidskriften Time Magazine till en av världens 100 mest inflytelserika personer. Han tilldelades Polarpriset för populärmusik 2013.
I oktober 2020 gick Youssou N'Dour till den prestigefyllda Kungliga akademin, enligt institutionen.

## Samhällsengagemang
N'Dour är en betydelsefull och älskad kulturpersonlighet i hemlandet Senegal, som han trots stora framgångar i väst aldrig har flyttat från, och engagerar sig i sociala frågor. I maj 2010 uttalade han sig bland annat kritiskt mot den dåvarande presidenten Abdoulaye Wade, och anklagade honom för att förbereda sin son för att ta över presidentskapet efter honom. Youssou N'Dour utsågs till Senegals kultur- och turismminister 2012.